# Neha Kapur
Neha Kapur (नेहा कपूर) (Nuova Delhi, 31 marzo 1984) è una modella indiana, vincitrice del concorso di bellezza Femina Miss India Universe nel 2006.

## Biografia
Neha Kapur possiede una laurea in design della moda presso la Pearl Academy. Dall'aprile 2003 ha firmato un contratto con l'agenzia di moda Elite Model Management, grazie al quale ha intrapreso la carriera di modella professionista. Neha Kapur è infatti comparsa sulla copertina di numerose riviste indiane come Elle o L'Officiel, oltre ad essere stata testimonial per varie aziende, fra cui Sunsilk.
È sposata con l'attore Kunal Nayyar.

## Premi e riconoscimenti
- 2006 - Femina Miss India Universe
  - Nel corso del concorso, ha inoltre vinto i titoli speciali di Femina Miss Fresh Face e Femina Miss Photogenic.[3]
- Successivamente Neha Kapur ha rappresentato l'India in occasione del concorso di bellezza internazionale Miss Universo 2006, svolto il 23 luglio a Los Angeles, California.[4] La modella indiana è riuscita ad accedere sino alle semifinali del concorso e qualificarsi nella top 20.

## Agenzie
- Elite Model Management - Nuova Delhi